# 于之大
于之大（1580年—？年），字游伯，號乾度，河南省開封府陳州人，民籍，明朝政治人物。

## 生平
由廩生中式己酉鄉試六十一名舉人，萬曆三十八年（1610年）庚戌科會試第九十七名，第三甲第二百二十九名進士。都察院觀政，四十二年甲寅授大理寺左評事，陞寺副、寺正，四十六年戊午陞山西平陽府知府。

## 家族
曾祖于廷輔；祖于蒼；父于情；母王氏。永感下，妻張氏；劉氏，兄養氣，弟可大（庠生）；之深，子鶴齡；石齡；海齡。